# Ilán Lieberman
Ilán Lieberman (Ciudad de México, 1969) es un artista plástico mexicano contemporáneo. Trabaja técnicas como la pintura, escultura, instalaciones y vídeos. Su trabajo se caracteriza por tener un enfoque y crítica hacía lo sociedad mexicana, utilizando el arte denuncia como su medio.
Ha participado en diversas exposiciones nacionales e internacionales, su obra ha sido expuesta en lugares como el  Musée d’Art Moderne de la Ville de París, Centro Atlántico de Arte Moderno en Gran Canaria, España, International Center of Photography de Nueva York, en el Museo Tamayo de Arte Contemporáneo de la Ciudad de México, entre otros. 
Sus obras forman parte de colecciones de arte tanto en instituciones públicas como privadas a nivel nacional e internacional, algunos de los lugares que cuentan con acervo de Lieberman son La Fundación Jumex de Arte Contemporáneo  y el Muac.

## Formación
Lieberman curso la carrera técnica de diseño gráfico en la Escuela WIZO-Tzarfat en Tel-Aviv, Israel de 1984 a 1987, durante 1992 tomó un taller de Litografía con el Maestro Leo Acosta en la Academia de San Carlos ubicada en la Ciudad de México. Desde el año 2017 al 2019 cursó la Licenciatura en Docencia de las Artes en la Escuela Nacional de Pintura, Escultura y Grabado, La Esmeralda, la cual pertenece al Instituto Nacional de Bellas Artes y Literatura, localizada en la Ciudad de México. Escuela donde funge como docente desde el 2006, además de ser miembro del Sistema Nacional de Creadores de Arte del FONCA desde el año 2010.

## Apoyos y Becas
1994-1995 y 2001-2002 Beca del FONCA en el Programa de Jóvenes Creadores en México en el área de pintura. En el 2002 recibió el apoyo del Programa de Fomento a Proyectos y Coinverciones de FONCA, con el que publicó su primer libro monográfico titulado Semblanzas, tres series de Ilán Liberman. Durante el 2005 estuvo participando en el Programa de Residencias Artísticas  en el International Studio and Curatorial Program en la Ciudad de Nueva York, patrocinado por el FONCA y el Instituto de Cultura de Nueva York. En el 2009 recibe un apoyo por parte de La Fundación Jumex de Arte Contemporáneo en colaboración con La Fundación Príncipe Claus para la Cultura y el Desarrollo en Países Bajos para la publicación de su segundo libro monográfico, Niño Perdido. En el 2013 con apoyo de la UNAM publica su tercer libro, Disculpen la Molestia. Desde el 2010 hasta 2021 es perteneciente del Programa de Sistema Nacional de Jóvenes Creadores de Arte del FONCA.

## Exposiciones Individuales
- En 2004 Semblanzas,  tres series de Ilán Liberman, expuesta en la Sala de Arte Público Siqueiros en la Ciudad de México, en el Museo de Arte de Sinaloa en Culiacán y en el Museo de la Ciudad de Querétaro.[3]
- En 2005 Desperdicio, Celda Contemporánea, expuesta en la Universidad del Claustro de Sor Juana en la Ciudad de México. La muerte de Colosio en La Fundación Colosio de la Ciudad de México[1]
- En 2008 Piezas soñadas en Casa Vecina de la Ciudad de México.[1]
- En 2009 Niño perdido en la Galería de la Fundación Príncipe Claus para la Cultura y el Desarrollo en Ámsterdam, El Paso Museo of Art en El Paso Texas, y en el Museo de la Ciudad de México.[5]
- En 2010 Dream Works en la Galería Steve Turner Contemporary en Los Ángeles, California.[3]
- En 2012 Disculpen las molestias en la Casa del Lago Juan José Arreola , UNAM en la Ciudad de México.[6]
- En 2016 Soy de San Miguel del Progreso / Ni kayot Xamikel del Progreso en el Museo Amparo en Puebla.[7]
- En 2019 Semejante atracción en la Galería Le Laboratoire en la Ciudad de México.[8]

## Exposiciones Colectivas
- En 1994 Bienal Diego Rivera en el Museo Casa Diego Rivera de la Ciudad de Guanajuato.
- En 2002 XI Bienal de Pintura Rufino Tamayo en el Museo Tamayo de Arte Contemporáneo en la Ciudad de México.
- En 2007 Viva la Muerte en Kunsthalle Wien Museumsquartier en Viena, Austria.[9]
- En 2010 Espectografías: memorias e historia, en el MUAC de la  Ciudad de México y  Transurbaniac, en la University Art Gallery en San Diego, California.
- En 2012 Resisting the present. México 2000-2012, en el Musée d’Art Moderne de la Ville de París.[10]
- En 2017 La Ciudad de México en el arte. Travesía de ocho siglos, Museo de la Ciudad de México.[3]
- En 2019 Reverberaciones: arte y sonido en las colecciones del MUAC, en el Museo Espacio en Aguascalientes.

## Publicaciones
- En 2003 Semejanza, tres series de Ilán Lieberman, con textos de Luis Carlos Emerich, Mónica Castillo y el autor. Editado con el apoyo del Fonca.
- En 2009 Niño perdido, con textos de Fabrizio Mejía Madrid, Itala Schmelz y Christian Gerstheimer. Edición RM-MCM.
- En 2013 Disculpen la molestia, con textos de Willy Kautz y Libia F. Barajas Mariscal. Editorial UNAM.
- En2014 Ilán Lieberman / Foto real, número 10 de la serie Cuadernos híbridos, publicado por la Universidad Autónoma del Estado de Morelos.[3]